# Ximenia
Ximenia es un género de plantas con flores perteneciente a la familia Olacaceae.

## Descripción
Arbustos o pequeños árboles espinosos, parásitos de raíces con hojas ovadas, mucronadas y cortamente pecioladas. Flores con 5 sépalos y 5 pétalos de color verdoso-amarillento, crasos, cubiertos por una pubescencia densa y blanda en la cara adaxial. Estambres 8. Ovario obcónico con disco basal de forma anular. El fruto es una  drupa de 1,5-2 cm de diámetro, comestibles.
Género con unas 8 a 10 especies tropicales y subtropicales, especialmente de lugares secos y áridos.

## Taxonomía
El género fue descrito por Carlos Linneo y publicado en Species Plantarum 2: 1193–1194. 1753.
Etimología
Este género lleva este nombre en honor del religioso aragonés Francisco Ximénez.

## Especies
- Ximenia americana L.
- Ximenia caffra Sond.
- Ximenia coriacea Engl.
- Ximenia glauca (DeFilipps) Bentouil
- Ximenia horrida Urb. & Ekman
- Ximenia intermedia (Chodat & Hassl.) DeFilipps
- Ximenia parviflora Benth.
- Ximenia perrieri Cavaco & Keraudren
- Ximenia pubescens Standl.
- Ximenia roigii León